# Marktgasse (Bern)

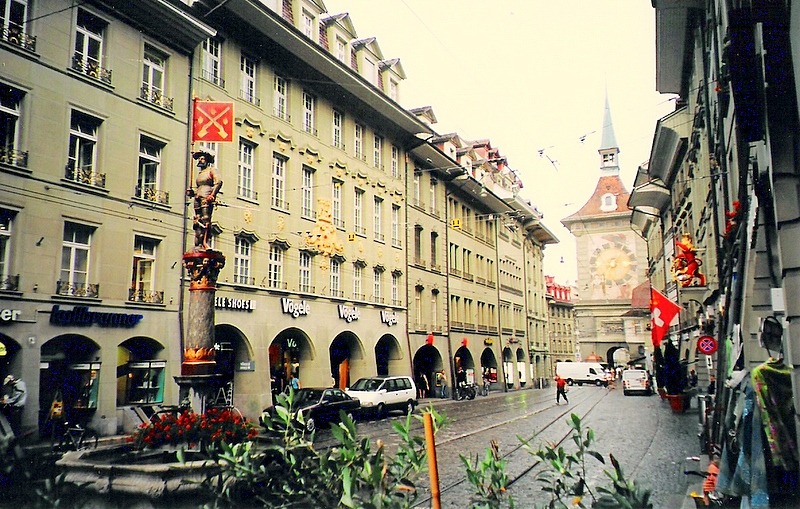
Marktgasse und der Zytgloggeturm

Die Marktgasse ist eine historische, zentral in der Stadt Bern (Schweiz) gelegene Strasse, zwischen Käfigturm (im Westen) und Zytglogge (im Osten).

## Lage
| zur Amthausgasse/südlich | zur Zeughausgasse/nördlich                                                                                                |
| --- | --- |
| - Marktgass-Passage (bei Nr. 19/23) - Amthausgässchen (bei Nr. 29) - Kaiserhaus-Passage (bei Nr. 37) - Käfiggässchen (nach Nr. 63–65) | - Zu Schmieden (bei Nr. 10) - Schützengässchen (bei Nr. 24) - Zeughaus-Passage (bei Nr. 30) - Waaghausgasse (nach Nr. 60) |

Die Marktgasse verbindet die Spitalgasse im Westen (beim Waisenhausplatz/Bärenplatz) mit der Kramgasse im Osten (beim Theaterplatz/Kornhausplatz).
Verschiedene Passagen verbinden die Gasse mit den parallel laufenden Zeughausgasse (nördlich) und Amthausgasse (südlich).

## Geschichte
Das erste Pflaster der Gasse bestand aus Lehm und Stein. Es verwandelte sich bei schlechtem Wetter in einen Sumpf. Entlang der Lauben mussten deshalb Bretterwege zur Benützung des aufgeweichten Gassenbodens gelegt werden. Die erste eigentliche Pflästerung der Marktgasse geht auf das Jahr 1399 zurück. Zu diesem Zweck wurden runde Steine aus der Aare geholt. Gleichzeitig wurde der Stadtbach in Röhren gefasst.
Im späten 15. Jahrhundert hiess die Gasse «Neuenstadt», dieser Ausdruck hielt sich teilweise bis gegen 1830. Im unteren Teil der «Märitgasse» auf der Höhe der alten «Krone», standen bis in die Hälfte des 15. Jahrhunderts über dem Bach die niedere Brot und Fleischschal und zuunterst das Gerbhaus. Schon im 18. Jahrhundert nannte man die Gasse Wybermärit, der den Markt bezeichnete, wo die Frauen ihre Waren (hauptsächlich Obst, Eier und Gemüse) feilhielten. Der Name Wybermärit kam erst im 20. Jahrhundert ganz ausser Gebrauch, aus ihm entstand 1798 die heutige offizielle Bezeichnung Marktgasse (französisch Rue du Marché). Es war geplant, die Gasse 1937 zu asphaltieren, dies wurde jedoch zu Gunsten einer 1938/1939 erfolgten Neupflästerung aufgegeben.
In der Marktgasse stehen der Anna-Seiler-Brunnen und der Schützenbrunnen.

## E-Sport
Die Marktgasse kann man im PlayStation-3-Spiel Gran Turismo 5 besuchen. Die Gasse wird animiert mit Trams, vielen Menschen, einem Hund und einigen Brunnen.

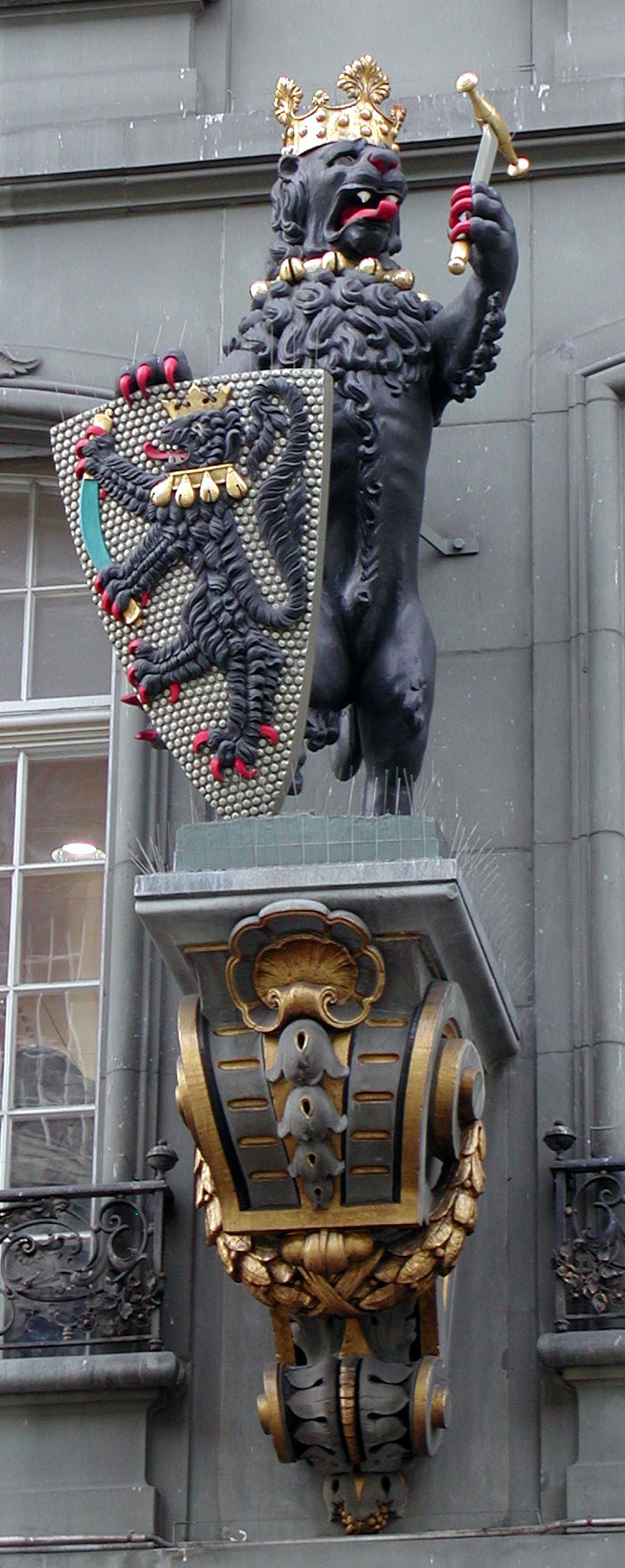
Wappentier der Gesellschaft zu Ober-Gerwern
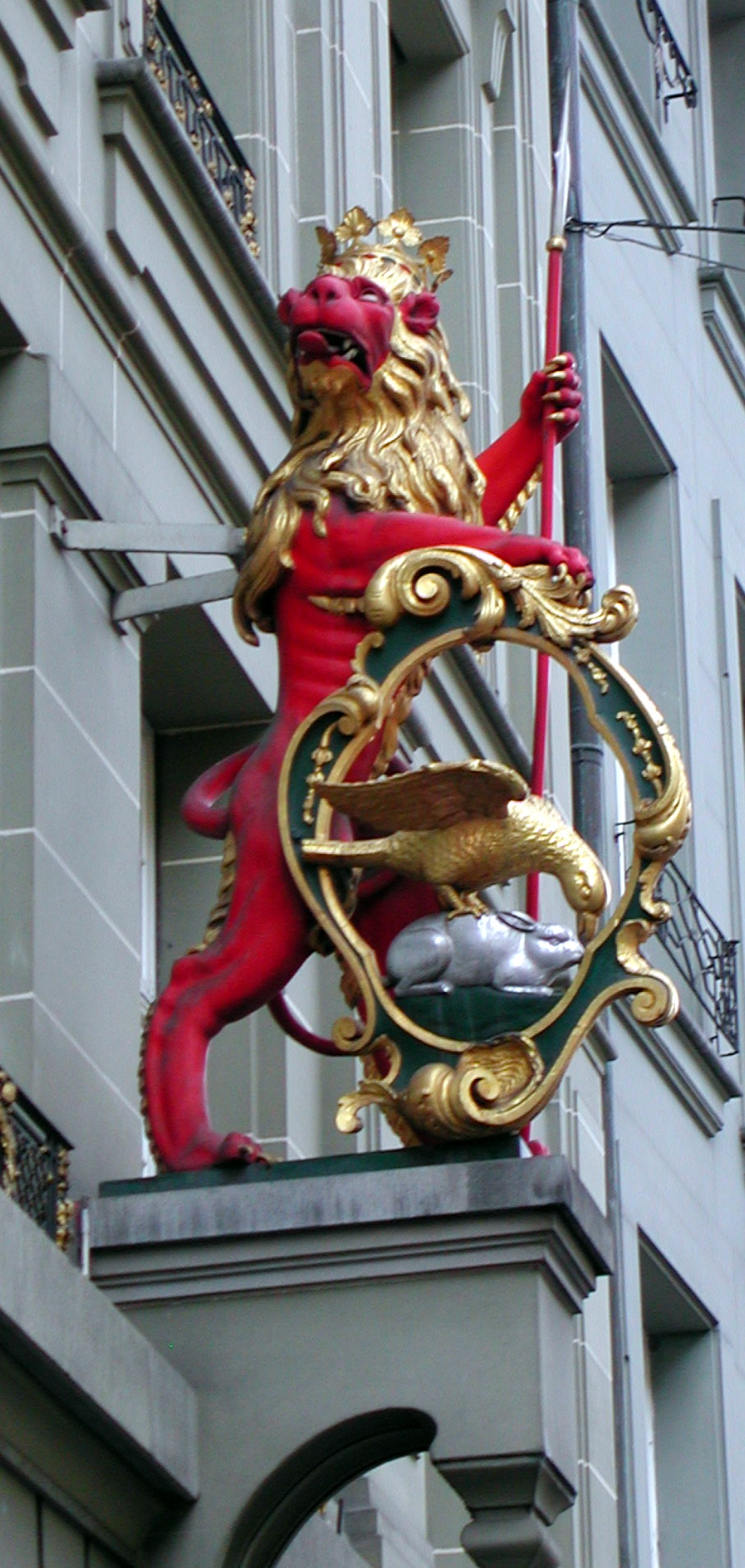
Wappentier der Gesellschaft zu Mittellöwen
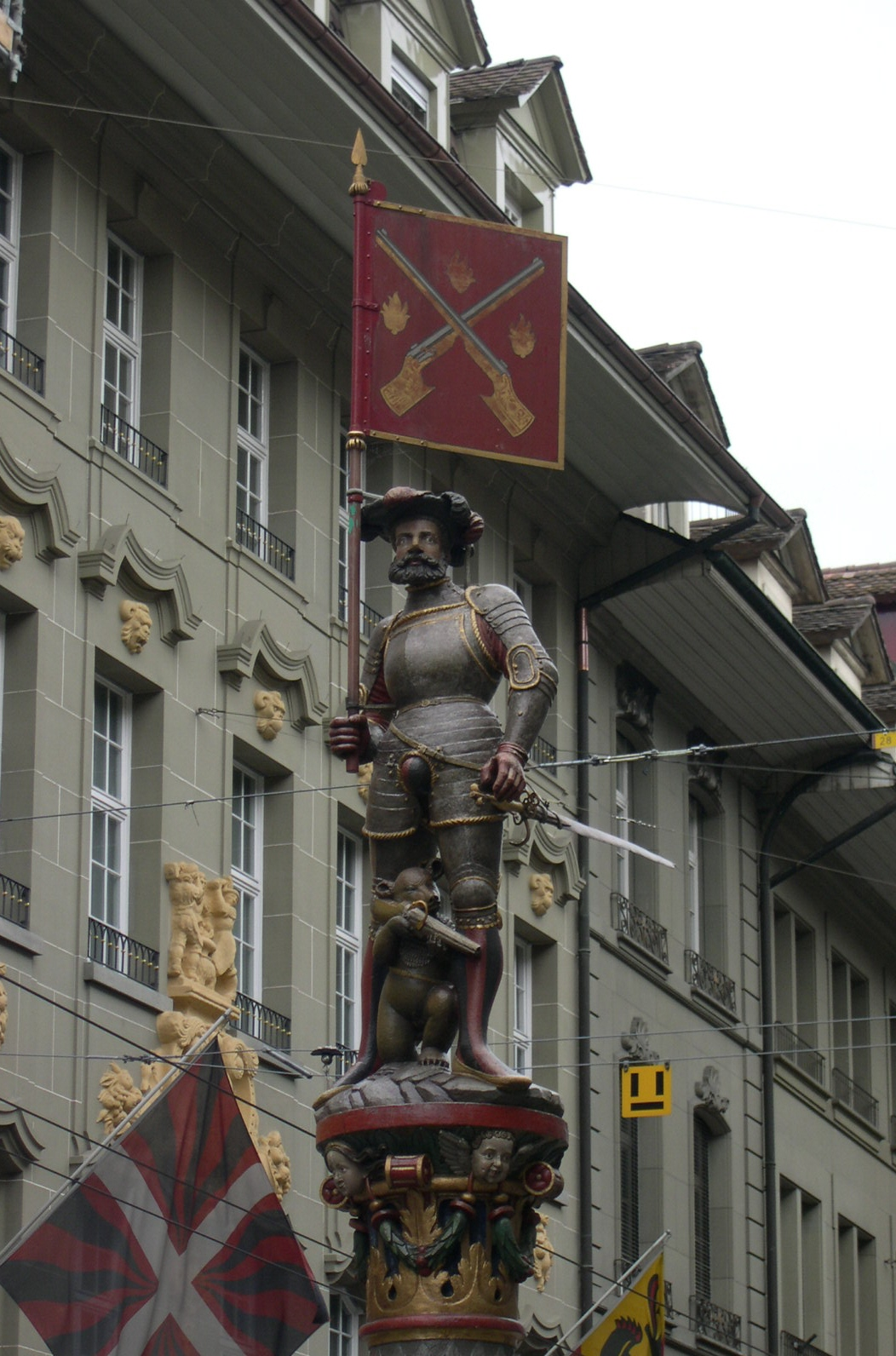
Schützenbrunnen
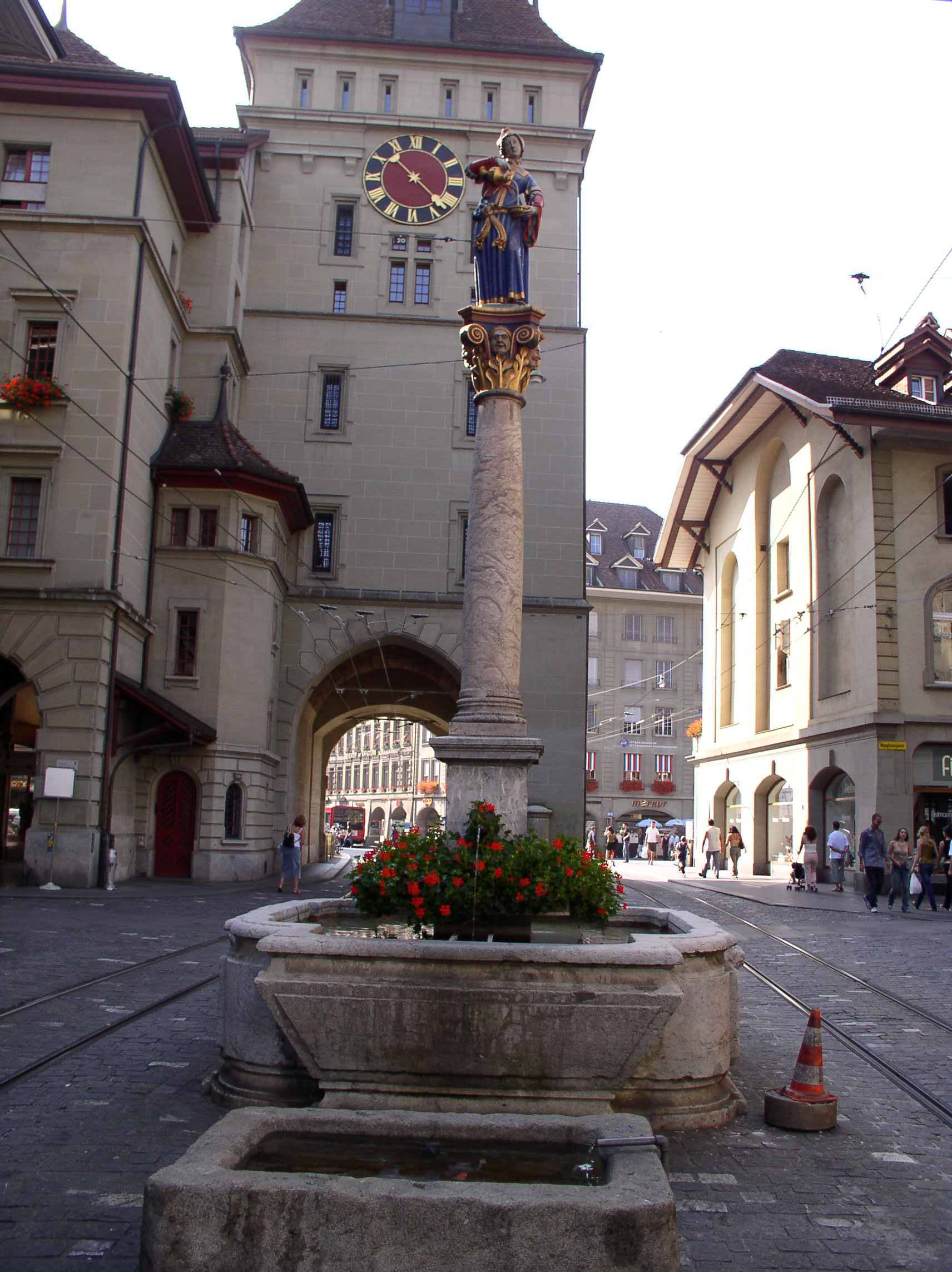
Anna-Seiler-Brunnen